# 秋田県立比内支援学校かづの校
秋田県立比内支援学校かづの校（あきたけんりつひないしえんがっこうかづのこう）は、秋田県鹿角市花輪字案内にある公立特別支援学校。知的障害者を教育対象とする。
1977年に開校し、2016年4月1日より、校名を秋田県立比内養護学校かづの分校から秋田県立比内支援学校かづの校に変更した。

## 学部
- 小学部
- 中学部
- 高等部

## 沿革
- 1977年 - 秋田県立比内養護学校の分校として開校
- 2016年4月 - 校名を、秋田県立比内支援学校かづの校に改称

## 行事
- 運動会
- 学習発表会